# 野豬背道

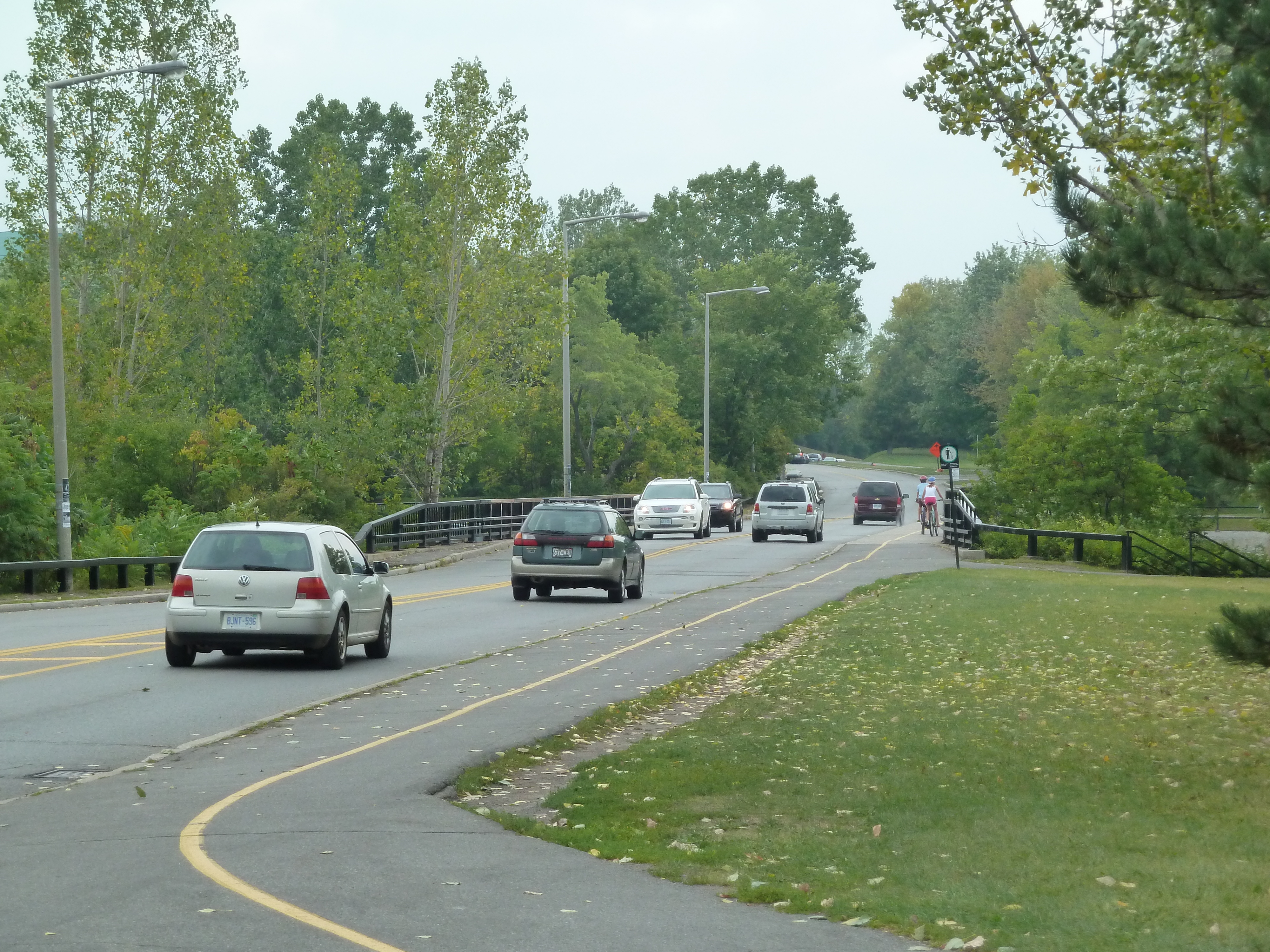
野豬背道向西望

野豬背道（英語：Hog's Back Road）是加拿大安大略省渥太華的一條道路，長約1（0.62英里）。該道路連接草地徑及威爾斯親王徑與河畔徑及布祿菲道。該道路為慕尼灣公園與野豬背公園之間的分界線，亦經過麗都運河由麗都河分出之處。

## 主要路口
- 威爾斯親王徑／草地徑
- 拜副將徑
- 河畔徑／布祿菲道（至機場徑）